# Trainers
Trainers är ett så kallat fuskprogram som fungerar så att man laddar ner ett program och lägger detta exempelvis i datorspelets mapp och har sedan igång detta samtidigt som man spelar spelet. Spelaren kan då oftast genom olika knapptryckningar få olika saker i spelet och därmed vinna fördelar. 
Det en Trainer gör är att låsa minneshanteringen som programmet eller spelet skapar för att på det sättet ändra informationen spelet eller programmet i fråga får tillbaka. Det går även att ändra minnessträngen så spelet tror att den har saker den egentligen inte skulle ha.